# 法林浩之
法林 浩之（ほうりん ひろゆき、1966年7月5日 - ）は、日本の情報技術者。兵庫県出身。フリーライターの法林岳之は実兄。
日本UNIXユーザ会 (jus) 元会長・現幹事で、長年にわたり同会の報告をアスキー・メディアワークスの『月刊 ASCII.Technologies』（旧『UNIX magazine』。2011年休刊）に執筆していた。オープンソースに関わるイベントの裏方としてもつとに有名。
プロレスの熱狂的なファンである。チャンピオンベルトを着用して各地イベントに参加することも有名で、それらのイベントはこの事からチャンピオンカーニバルとも呼ばれることがある。2007年から2008年にかけての jus の一連のイベントを「JAPAN TOUR 2008」と称し、全国各地でイベントを開催した。麻雀の実力もかなりのもので、JUNET麻雀メーリングリストの全国大会および関西大会の両方で優勝している。
2008年1月17日、個人事業主として独立開業。個人事業主の申請書類の職業欄に「闘う男」と書いたものを間違って提出したところ、そのまま間違えて受理されてしまい、慌てて申請し直した。

## 主な活動
- 日本UNIXユーザ会
- P-dic

## 受賞歴
- 第7回 日本OSS貢献者賞（日本OSS推進フォーラム、2012年）[2][3]
- 日中韓OSSアワード特別貢献賞（第11回北東アジアOSS推進フォーラム、2012年）[4]
- 楽天テクノロジーアワード2013年（受賞日2013年10月26日）